# Manfred Klein
Manfred Klein, född den 22 augusti 1947 i Berlin i Tyskland, är en västtysk och därefter tysk roddare.
Han tog OS-brons i åtta med styrman i samband med de olympiska roddtävlingarna 1992 i Barcelona.